# Preuve à l'appui (série télévisée)
« Témoins silencieux » redirige ici. Pour l’article homophone, voir Témoin silencieux.
Pour les articles homonymes, voir Preuve à l'appui.
Preuve à l'appui (Crossing Jordan), au Québec Témoins silencieux, est une série télévisée américaine en 117 épisodes de 42 minutes, créée par Tim Kring et diffusée entre le 24 septembre 2001 et le 16 mai 2007 sur le réseau NBC et en simultané sur le réseau Global au Canada.
En France, la série est diffusée depuis le 22 septembre 2002 sur TF1 puis rediffusée sur TMC, depuis le 3 décembre 2009 sur TV Breizh, à partir du 1er octobre 2012 sur Série Club, dès le 5 juillet 2015 sur HD1, depuis le 5 novembre 2018 sur RTL9 et à partir du 29 décembre 2018 sur AB1. Au Québec, elle a été diffusée à partir du 13 janvier 2003 sur Séries+.

## Synopsis
Cette série narre des tranches de vies, enquêtes policières et intrigues autour d'un cabinet de médecins légistes à Boston. Les épisodes sont centrés sur la vie du Dr Jordan Cavanaugh.

## Distribution

### Acteurs principaux
- Jill Hennessy (VF : Françoise Cadol) : Dr Jordan Cavanaugh
- Miguel Ferrer (VF : Patrick Messe) : Dr Garret Macy
- Ken Howard (VF : Marc Cassot) : Lieutenant Max Cavanaugh (saisons 1 à 4)
- Ravi Kapoor (en) (VF : Marc Perez) : Dr Mahesh « Bug »
- Kathryn Hahn (VF : Laura Blanc) : Lily Lebowski
- Steve Valentine (VF : Pierre Tessier) : Dr Nigel Townsend
- Ivan Sergei (VF : Adrien Antoine) : Dr Peter Winslow (saisons 2 et 3)
- Lorraine Toussaint (VF : Anne Jolivet) : Dr Elaine Duchamps (saison 2)
- Mahershala Ali (VF : Jean-Paul Pitolin) : Dr Trey Sanders (saison 1)
- Jerry O'Connell (VF : Thierry Wermuth) : Détective Woodrow « Woody » Wilson Hoyt
- Leslie Bibb (VF : Valérie Siclay) : Détective Tallulah « Lu » Simmons[5] (saisons 5 et 6)

### Acteurs récurrents
- Ed Quinn : Tyler (saison 1)
- Kristen Wilson : Kim Watkins (saison 1)
- Jack Laufer : Herman Redding (saison 1 et 2)
- Emy Coligado (VF : Laurence Sacquet) : Emmy, assistante du Dr Garret Macy (saisons 1 à 3, 5 et 6)
- Susan Gibney (en) (VF : Anne Rondeleux) : Procureur Renée Walcott (saisons 2 à 6)
- Michael T. Weiss : James Horton (saisons 2 à 3)
- Arija Bareikis (VF : Dorothée Jemma) : Détective Annie Capra (saison 3)
- David Monahan (en) : Détective Matt Seely (saisons 3 à 6)
- Eugene Byrd : Sidney (saison 4 et 5)
- Jennifer Finnigan (VF : Dorothée Pousséo) : Dr Devan Maguire (saisons 3 et 4)
- Charles Mesure : J.D. Pollack (saison 5)
- Ethan Sandler : Jeffrey Brandau (saisons 5 et 6)
- Jeffrey Donovan : William Ivers (saison 6)

### Invités
- Josh Duhamel (VF : Alexis Victor) : Danny McCoy (de Las Vegas) (3 épisodes)
- Vanessa Marcil (VF : Dominique Westberg) : Samantha « Sam » Jane Marquez (de Las Vegas) (2 épisodes)
- James Caan (VF : Georges Claisse) : Edward Melvin « Big Ed » Deline (de Las Vegas) (1 épisode)
- Molly Sims (VF : Caroline Delauney) : Delinda Deline (de Las Vegas) (1 épisode)
- Sandra Bernhard : Roz Framus[6] (saison 4, épisodes 13 et 19)
- Ernie Hudson (VF : Pascal Renwick) : Colonel Wirth (saison 5, épisode 12)

## Production
Le vingtième épisode de la deuxième saison, Tombé du ciel (Sunset Division), est un backdoor pilot pour une série dérivée basée sur le personnage de « Woody », qui n'a pas été retenu.
En mai 2003, NBC annonce que la troisième saison, écourtée à treize épisodes, est repoussée à janvier 2004 afin d'accommoder la grossesse de Jill Hennessy. Six épisodes ont été tournés au printemps.

## Épisodes

### Première saison (2001-2002)
1. Le Retour de l'enfant prodigue (Pilot)
2. Meurtres croisés (The Dawn of a New Day)
3. Ces liens qui nous unissent (The Ties That Bind)
4. Pour l'amour d'un frère (Born to Run)
5. Pas de fumée sans feu (You Can’t Go Home Again)
6. Une affaire d'éthique (Believers)
7. Un souffle de vie (Sight Unseen)
8. Le Profanateur : 1re partie (Digger: Part 1)
9. Le Profanateur : 2e partie (Digger: Part 2)
10. Erreur sur la personne (Blue Christmas)
11. Un vrai faux hold-up (Wrong Place, Wrong Time)
12. Double Vie (Blood Relatives)
13. L'Effet Saturne (Miracles & Wonders)
14. Panier de crabes (Four Fathers)
15. Mort douce (Acts of Mercy)
16. Où est mon enfant ? (Lost and Found)
17. Du fantasme à la réalité (Crime & Punishment)
18. Avec les honneurs (With Honor)
19. Qui ne risque rien n’a rien (For Harry, with Love and Squalor)
20. Le Don de la vie (The Gift of Life)
21. La Rebelle (Someone to Count On)
22. Secrets et Mensonges : 1re partie (Secrets & Lies: Part 1)
23. Secrets et Mensonges : 2e partie (Secrets & Lies: Part 2)

### Deuxième saison (2002-2003)
1. À la recherche de la vérité (There’s No Place Like Home)
2. Compte à rebours (Bombs Away)
3. Un trait sur le passé (The Truth Is Out There)
4. Relevé de ses fonctions (Pay Back)
5. On ne va pas contre son destin (As If by Fate)
6. Pour ceux qui restent (One Twelve)
7. Quand le doute s'installe (Scared Straight)
8. Rêves brisés (Don't Look Back)
9. Sous le sceau du secret (Prisoner Exchange)
10. Conflits d'experts (Ockham’s Razor)
11. Une équipe de choc (Family Ties)
12. Pris au piège (Perfect Storm)
13. Curieuse tradition (Strangled)
14. Un témoin embarrassant (Wild Card)
15. L'Inconnu (John Doe)
16. L'Apprenti chimiste (Conspiracy)
17. Sentiments mêlés (Cruel and Unusual)
18. Un bon compromis (Fire and Ice)
19. Mort en eaux profondes (Dead Wives Club)
20. Tombé du ciel (Sunset Division)
21. Sans mobile apparent : 1re partie (Pandora's Trunk: Part 1)
22. La Boîte de Pandore : 2e partie (Pandora's Trunk: Part 2)

### Troisième saison (2004)
Elle a été diffusée à partir du 7 mars 2004.
1. Expert es meurtre (Devil May Care)
2. Sans preuve à l'appui (Slam Dunk)
3. Confession interdite (Til Death Do Us Part)
4. Menace au plutonium (Is That Plutonium in Your Pocket or Are You Just Happy to See Me?)
5. Présumé coupable (Dead or Alive)
6. Recherche maman désespérément (Second Chances)
7. Captive (Missing Pieces)
8. Coup mortel ? (Most Likely)
9. Portée disparue (All the News Fit to Print)
10. Vous avez dit vampire (Revealed)
11. À chacun sa version (He Said, She Said)
12. Un corps dans l'océan (Dead in the Water)
13. Frère de sang (Oh, Brother Where Art Thou?)

### Quatrième saison (2004-2005)
Le 29 mars 2004, la série est renouvelée pour une quatrième saison, diffusée à partir du 26 septembre 2004.
1. Le casse était presque parfait (After Dark)
2. Privé de sortie (Out of Sight)
3. Retour vers le passé (Intruded)
4. La Maison des secrets (Déjà Past)
5. Il n'est jamais trop tard (Justice Delayed)
6. Mauvaise lune (Blue Moon)
7. Preuve à Vegas 1re partie (What Happens in Vegas Dies in Boston) Début d'un cross-over[12] avec Las Vegas (saison 2, épisode 8)
8. Vol sans retour (Fire from the Sky)
9. La Chasse au tueur (Necessary Risks)
10. Innocentes victimes (A Stranger Among Us)
11. Meurtre à la morgue (Murder in the Rue Morgue)
12. L'argent ne fait pas le bonheur (Family Affair)
13. Cinq jours pour convaincre (You Really Got Me)
14. L'Ange de la mort (Gray Murders)
15. L'Espace d'une nuit (It Happened One Night)
16. On ne choisit pas sa famille (Skin and Bone)
17. Preuves à tout prix (Locard's Exchange)
18. La Mort en otage (Sanctuary)
19. La Mante religieuse (Embraceable You)
20. Un enfant a disparu (Forget Me Not)
21. Fin de carrière ? (Jump Push Fall)

### Cinquième saison (2005-2006)
Le 17 mars 2005, la série est renouvelée pour une cinquième saison, diffusée à partir du 25 septembre 2005.
1. Chacun cherche sa place (There's No Place Like Home II)
2. Avec les compliments du Montecito (Luck Be a Lady) Début d'un cross-over avec Las Vegas (saison 3, épisode 3)
3. Piège sans issue (Under the Weather)
4. Remises en question (Judgement Day)
5. Crimes et Passion (Enlightenment)
6. La Chasse aux souvenirs (Total Recall)
7. Dans la peau d'un tueur (Road Kill)
8. En quête de preuves (A Man in Blue)
9. Manque à l'appel (Death Goes On)
10. Frisson assuré (Loves Me Not)
11. État d'ivresse (The Elephant in the Room)
12. Conflits (Code of Ethics)
13. Mauvaises fréquentations (Dreamland)
14. Train d'enfer (Death Toll)
15. Retour de flammes (Blame Game)
16. Tragédies familiales (Someone to Watch Over Me)
17. Voisinage infernal (Save Me)
18. Hors jeu (Thin Ice)
19. Étrange pouvoir (Mysterious Ways)
20. Les Enchaînés (Mace vs Scalpel)
21. Le Grand Jour (Don't Leave Me This Way)

### Sixième saison (2006-2007)
Le 28 avril 2006, la série est renouvelée pour une sixième saison. Initialement prévue pour les vendredis soir dès le 20 octobre, elle a été diffusée dans sa case habituelle du dimanche à partir du 14 janvier 2007, puis déplacée les mercredis dès le mois de mars.
1. Juge et Partie (Retribution)
2. Contre l'indifférence (Shattered)
3. 33 balles (33 Bullets)
4. De l'amour à la haine (Crazy Little Thing Called Love) (cross-over avec Las Vegas)
5. Vivre enfin (Mr. Little and Mr. Big)
6. Parmi les morts... (Night of the Living Dead)
7. Être à la hauteur (Hubris)
8. Mise en quarantaine (Isolation)
9. Jeunes filles sans histoire (Seven Feet Under)
10. De la mort à la vie… (Fall from Grace)
11. Garder la foi (Faith)
12. Dernières volontés (Sleeping Beauty)
13. Troubles (Post Hoc)
14. Mariage en noir (In Sickness & In Health)
15. La Seconde Mort (Dead Again)
16. Une dernière fois (D.O.A.)
17. Crash (Crash)

## Diffusion en France
La série est diffusée pour la première fois sur TF1 le 22 septembre 2002 chaque dimanche après-midi vers 15 h 15, puis en 2006, elle revient en deuxième partie de la soirée avec la saison 5 puis la saison 6 en 2007.